# ألان لوري
ألان لوري (بالإنجليزية: Alan Lowry)‏ هو لاعب كرة قدم أمريكية أمريكي، ولد في 21 نوفمبر 1950.